# Viện nguyên lão La Mã
Viện nguyên lão là một tổ chức chính trị ở La Mã cổ đại. Đây là một tổ chức lâu dài nhất trong lịch sử La Mã, được thành lập trong những ngày đầu tiên của thành phố Roma (theo truyền thống thành lập vào năm 753 TCN). Viện nguyên lão tồn tại qua nhiều sự kiện như lật đổ các vị vua La Mã năm 509 TCN, sự sụp đổ của Cộng hòa La Mã vào thế kỷ 1 TCN, sự phân chia đế quốc La Mã năm 395 CN, sự diệt vong của Đế quốc Tây La Mã năm 476 CN và sự cai trị Roma của man tộc vào các thế kỷ 5, 6 và 7.
Trong mỗi thời kỳ riêng biệt của sự tồn vong của La Mã cổ đại trong lịch sử của nó, định nghĩa và chức năng thi hành của Viện nguyên lão La Mã / Nghị viện La Mã thay đổi bằng cách mở rộng hoặc suy giảm để thích ứng và phù hợp với những thời kỳ nhất định. Những năm cải cách và tái định nghĩa lại hoạt động của Viện nguyên lão La Mã cổ đại thứ tự lần lượt theo từng năm là năm 616 trước công nguyên → năm 509 trước công nguyên → năm 80 trước công nguyên → năm 27 trước công nguyên.
Trong thời kỳ vương quốc, quy mô của Viện nguyên lão còn nhỏ hơn nhiều so với một hội đồng tư vấn cho nhà vua. Vị vua La Mã cuối cùng, Lucius Tarquinius Superbus bị lật đổ sau một cuộc đảo chính do Lucius Junius Brutus lãnh đạo.
Trong thời kỳ đầu của nền cộng hòa, vai trò chính trị của Viện nguyên lão khá yếu, trong khi các quan tòa lại hoạt động khá mạnh mẽ. Phải mất một thời gian dài kể từ khi chuyển đổi từ chế độ quân chủ qua sự cai trị có hiến pháp, Viện nguyên lão mới có thể tự khẳng định vai trò của mình cao hơn với các quan tòa. Viện nguyên lão đạt tới đỉnh cao quyền lực vào thời kỳ giữa của nền cộng hòa. Thời kỳ cuối của nền cộng hòa chứng kiến sự gia tăng quyền lực của Viện nguyên lão, bắt đầu từ sau cuộc cải cách của hai quan bảo dân là Tiberius và Gaius Gracchus.
Sau sự thay đổi từ thể chế cộng hòa sang chế độ Nguyên thủ, Viện nguyên lão mất đi nhiều quyền lực cũng như uy tín của mình. Sau những cải cách của hoàng đế Diocletianus, Viện nguyên lão trở thành một thực thể không liên quan tới chính trị, và cũng không bao giờ lấy lại được quyền lực vốn có trước kia. Khi thủ đô của đế quốc chuyển khỏi Roma, chức năng của Viện giảm xuống chỉ còn như một bộ phận của chính quyền. Điều này càng trở nên rõ rệt hơn khi hoàng đế Constantius II thành lập một nghị viện mới ở Constantinopolis.
Sau khi Đế quốc Tây La Mã sụp đổ năm 476, Thượng viện La Mã (Viện nguyên lão) ở phía Tây vẫn còn hoạt động một thời gian dưới sự cai trị của man tộc trước khi được phục hồi sau cuộc tái chiếm phần lớn lãnh thổ của Đế quốc Tây La Mã dưới thời Justinian I. Tuy nhiên, Thượng viện cuối cùng của Roma đã biến mất vào một thời điểm nào đó sau năm 603 sau công nguyên (năm mà thượng nghị sĩ được biết đến cuối cùng được đề cập). Mặc dù vậy, danh hiệu "thượng nghị sĩ" vẫn được sử dụng thường xuyên vào thời Trung cổ như một phần của sự tôn kính nhưng phần lớn là không có quyền lực. Tuy nhiên, Thượng viện La Mã (Viện nguyên lão) phía Đông vẫn tồn tại đến khi biến mất vào thế kỷ thứ 14.

## Viện nguyên lão của Vương quốc La Mã
Viện nguyên lão của Vương quốc La Mã là một thể chế chính trị ở Vương quốc La Mã cổ đại. Từ Thượng viện (senate) trong tiếng Anh có nguồn gốc từ tiếng Latinh senex có nghĩa là "trưởng lão", như vậy cả cụm từ mang nghĩa "Hội đồng trưởng lão". Những người Ấn-Âu thời tiền sử định cư ở nước Ý nhiều thế kỷ trước khi Roma thành lập năm 756 TCN đã tổ chức thành các liên minh bộ lạc, và những liên minh này thường có một hội đồng những người quý tộc lớn tuổi trong bộ lạc.
Các dòng họ La Mã thời kỳ đầu được gọi là một gens (thị tộc) hay clan (gia tộc), và mỗi thị tộc là một tập hợp các gia đình sống dưới sự đứng đầu của một tộc trưởng được gọi là Pater (tiếng Latinh của từ "cha"). Các gens này được tập hợp để hình thành một hội đồng chung, và patres được chọn từ các thị tộc danh tiếng  vào hội đồng liên minh các trưởng lão (những gì sẽ trở thành Viện nguyên lão La Mã).. Theo thời gian, patres nhận ra một nhu cầu tất yếu là cần phải có một người lãnh đạo duy nhất, vì vậy họ đã bầu ra vua (rex), và giao cho ông quyền lực tối cao. Khi nhà vua chết, quyền lực lại quay trở về với patres.
Viện nguyên lão được cho là được thành lập bởi vị vua đầu tiên của La Mã, Romulus, ban đầu gồm 100 người. Hậu duệ của 100 người này sau đó trở thành tầng lớp quý tộc. Vị vua thứ 5, Lucius Tarquinius Priscus chọn thêm 100 người nữa. Họ được chọn từ các thị tộc nhỏ hơn, được gọi là gentium minorum
Vị vua thứ 7 và cũng là cuối cùng của La Mã, Lucius Tarquinius Superbus bị trục xuất bởi những người đứng đầu Viện nguyên lão; Viện không được thay thế và quy mô bị thu hẹp. Tuy nhiên vào năm 509 TCN, hai quan chấp chính đầu tiên là Lucius Junius Brutus và Publius Valerius Publicola chọn những người đứng đầu tầng lớp kỵ sĩ vào, gọi là các conscripti, do đó làm tăng quy mô của Viện lên đến 300 người
Viện nguyên lão của Vương quốc La Mã nắm ba trách nhiệm chính: nắm quyền hành pháp; có vai trò như một hội đồng cố vấn cho nhà vua; là cơ quan lập pháp của nhân dân La Mã. Trong thời kỳ quân chủ, nhiệm vụ quan trọng nhất của Viện là bầu ra vị vua mới. Nếu nhà vua tự động được nhân dân lựa chọn, những người đó đã thực sự thay thế vai trò Viện nguyên lão.
Thời gian giữa cái chết của vị vua cũ cho đến khi bầu vua mới được gọi là interregnum,, trong thời gian này Interrex đề cử một ứng viên thay thế vua cũ. Sau khi được Viện nguyên lão chấp thuận, ông chính thức được nhân dân bầu, và được tuyên bố bởi Viện. Duy nhất một vua, Servius Tullius, được bầu bởi một mình Viện nguyên lão, không phải bởi người dân.
Ngoài ra một nhiệm vụ quan trọng khác của Viện nguyên lão là làm một hội đồng cố vấn cho nhà vua.Nhà vua có thể bác bỏ những đề nghị của Viện, nhưng uy tín ngày càng tăng của Viện nguyên lão khiến nhà vua càng trở nên khó khăn trong việc bác bỏ các quyết nghị. Về cơ bản Viện cũng có thể soạn thảo ra luật mới, mặc dù thật không đúng lắm khi xem những quyết nghị của Viện là "pháp luật" theo nghĩa hiện đại. Chỉ có nhà vua mới có thể ra được luật mới, mặc dù ông cũng tham gia vào cả Viện nguyên lão lẫn Đại hội Curia (Đại hội Nhân dân).

## Viện nguyên lão của Cộng hòa La Mã

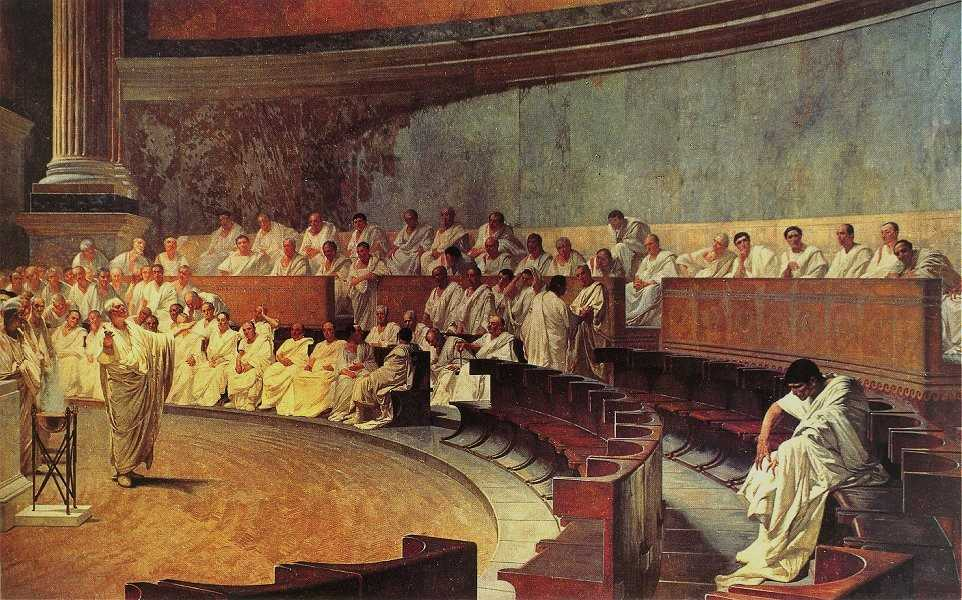
Một khung cảnh trong Viện nguyên lão La Mã: Cicero đang diễn thuyết công kích Lucius Sergius Catilina, trong một bức tranh thế kỷ 19 tại Palazzo Madama, Roma, trong trụ sở Thượng viện Ý. Bức tranh dựa trên những ý niệm thời trung cổ và những miêu tả nghệ thuật sau này vế các cuộc họp tại forum không được chính xác. Bức tranh cho thấy các nguyên lão ngồi trong một hình bán nguyệt xung quanh một không gian mở; nơi người hùng biện đứng, trong thực tế kiến trúc của Pháp đình Julia mà ta thấy vào ngày nay có từ thời hoàng đế Diocletianus, cho thấy các nguyên lão ngồi ở hai bên đối diện và song song nhau trong nội thất tòa nhà

Viện nguyên lão của Cộng hòa La Mã là một tổ chức chính trị ở Cộng hòa La Mã cổ đại, thông qua một quyết nghị gọi là senatus consulta, dưới hình thức ban quyền "tư vấn" tới các quan tòa. Trong trường hợp các quyết nghị mất hiệu lực, các quan tòa bị buộc phải tuân theo Viện nguyên lão.
Nếu có một senatus consultum mâu thuẫn với bộ luật (lex) đã được thông qua các đại hội, thì luật pháp quan trọng hơn senatus consultum vì thẩm quyền của nó chỉ có trong tiền lệ và không nằm trong luật pháp. Tuy nhiên, senatus consultum vẫn có vai trò giải thích cho pháp luật.
Thông qua những quyết nghị này, Viện nguyên lão chỉ đạo các quan tòa, đặc biệt là các quan chấp chính (chánh quan tòa) trong việc truy tố các xung đột quân sự. Viện nguyên lão cũng nắm trong tay một quyền lực lớn vượt qua cả chính quyền dân sự ở La Mã. Điều này trở nên đặc biệt đối với các trường hợp liên quan tới việc quản lý tài chính nhà nước, chỉ có thể ủy quyền cho thủ quỹ của ngân khố quốc gia. Khi lãnh thổ La Mã mở rộng, Viện nguyên lão cũng giám sát các tỉnh, được điều hành bởi các quan chấp chính và pháp quan, quyết định cả sự điều hành của các quan tòa.
Kể từ thế kỷ 3 TCN, trong những trường hợp khẩn cấp, Viện nguyên lão có thể bổ nhiệm một trong hai quan chấp chính làm độc tài, có quyền quyết định tối hậu về mọi công việc. Tuy nhiên nếu 202 cơ quan của quan độc tài bị hạn chế quyền lực (chỉ được khôi phục hai lần) thì sẽ được thay thế bằng senatus consultum ultimum ("Sắc lệnh cuối cùng của Viện nguyên lão"), một sắc lệnh có thể chỉ định các quan chấp chính huy động mọi phương tiện để giải quyết cuộc khủng hoảng.
Trong lúc một cuộc họp của Viện nguyên lão có thể diễn ra bên trong hoặc ngoài ranh giới chính thức của thành phố (pomerium), thì không một cuộc họp nào khác được tổ chức trong phạm vi vượt quá một dặm bên ngoài pomerium. Viện nguyên lão hoạt động vượt qua nhiều hạn chế về mặt tôn giáo. Ví dụ một cuộc họp đang diễn ra trong lúc đang hiến tế thần linh thì việc đi tìm điềm báo của thần linh sẽ được thực hiện.
Các cuộc họp thường được bắt đầu vào lúc bình minh, và vị quan tòa muốn triệu tập Viện nguyên lão sẽ phải ban bố một lệnh bắt buộc. Cuộc họp diễn ra công khai, và thường được chủ trì bởi một quan chấp chính. Trong các cuộc họp Viện nguyên lão thường thể hiện sức mạnh qua những hành động riêng của mình, thậm chí chống lại ý muốn của người chủ trì nếu muốn. Người chủ trì bắt đầu cuộc họp bằng một bài phát biểu, và sau đó sẽ hỏi ý kiến các nguyên lão tham gia thảo luận theo thứ tự thâm niên.
Các nguyên lão có thể đồng tình hoặc phản đối người chủ trì cuộc họp. Ví dụ, trong khi tất cả các nguyên lão đều nói trước khi cuộc bỏ phiếu diễn ra, và kể từ khi tất cả các cuộc họp kết thúc,, một nguyên lão có thể nói về một đề nghị bị bác bỏ (chẳng hạn như về bọn cướp biển hoặc diem consumere) nếu ông ta tiếp tục cuộc tranh luận cho đến đêm khuya. Khi đó sẽ là thời gian để bỏ phiếu, người chủ tri cuộc họp có thể đề nghị bất cứ điều gì ông ta muốn, và mỗi lá phiếu gồm lời đề nghị và cả sự bác bỏ nó.
Tại bất kỳ một thời điểm nào đó trước khi thông qua một kiến nghị, kiến nghị đó có thể bị phủ quyết, thường là do quan bảo dân. Nếu không có phủ quyết và vấn đề được quan tâm ở mức nhỏ, thì có thể được lựa chọn qua một cuộc bỏ phiếu bằng giọng nói hoặc giơ tay. Nếu là vấn đề hệ trọng thì các nguyên lão có thể bỏ phiếu bằng cách đi về phía một trong hai vị trí đối diện nhau của phòng họp.
Những yêu cầu về phẩm hạnh đối với các nguyên lão là một điều quan trọng. Họ không được phép kinh doanh hay có bất kỳ hình thức giao dịch nào, kể cả hợp đồng. Họ cũng không có quyền sở hữu tàu riêng để buôn bán với nước ngoài, và không được phép ra khỏi Ý khi không được Viện nguyên lão cho phép. Các nguyên lão không được trả lương. Cuộc bầu cử của các cơ quan tư pháp đạt kết quả tự động dựa trên tư cách thành viên Viện nguyên lão.